# Systerbäck

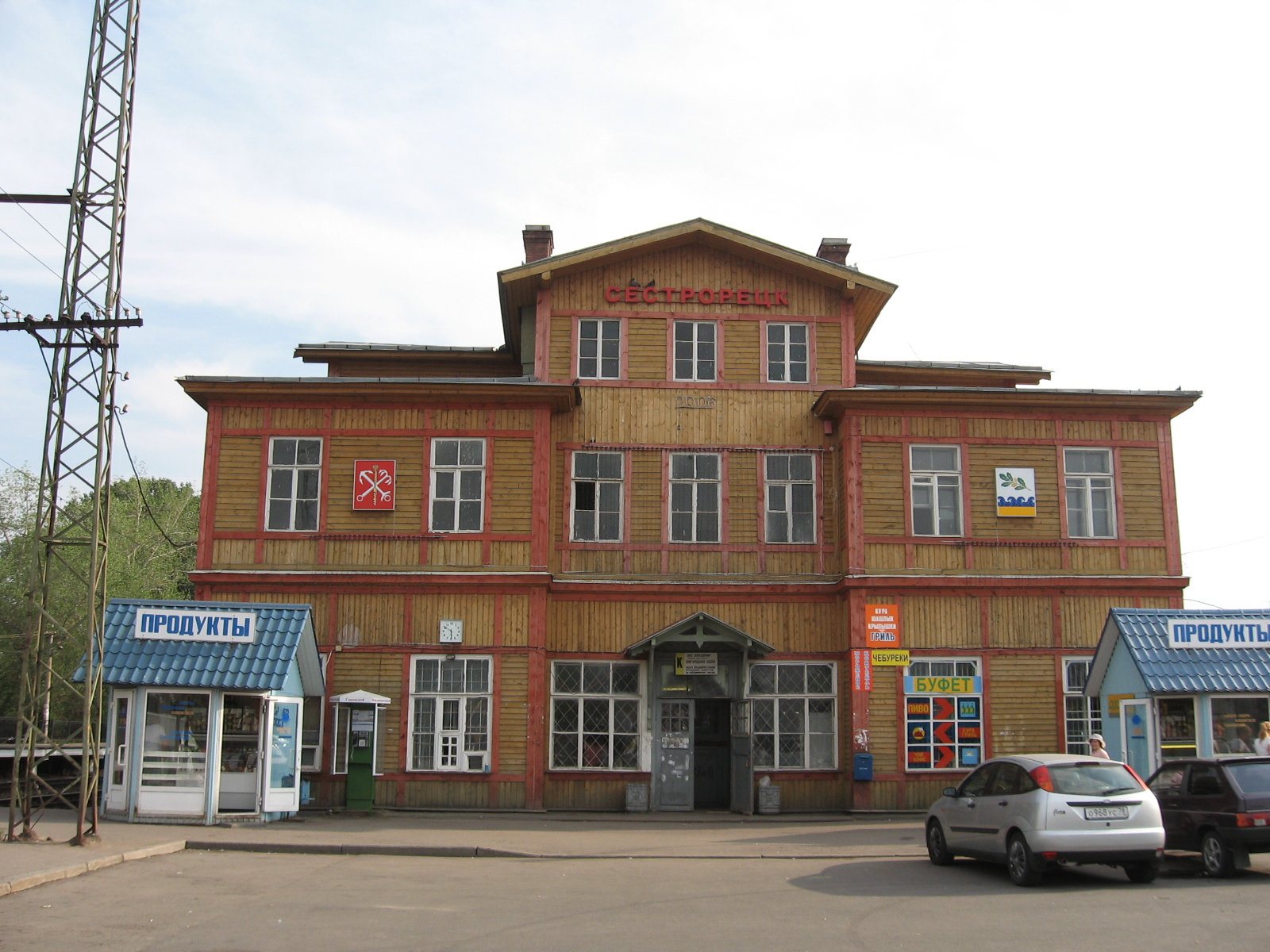
Järnvägsstationen i Systerbäck.

Systerbäck (ryska: Сестрорецк, Sestroretsk; finska: Siestarjoki) är en stad på Karelska näset i Ryssland. Den ligger vid mynningen av ån Systerbäck vid Finska viken ungefär 34 kilometer nordväst om Sankt Petersburg. Staden hade 39 394 invånare i början av 2015, och ligger inom den administrativa gränsen för Sankt Petersburgs federala stadsområde. 
Systerbäck grundades av Peter den store år 1714 då en gevärsfabrik skulle byggas på platsen. År 1812 förenades orten, tillsammans med det övriga Gamla Finland, med det som nyss blivit Storfurstendömet Finland. År 1864 överfördes fabriksområdet till Ryssland, och Finland 1920 fick som kompensation tillgång till Norra Ishavet vid Petsamo.